# Trypanozomy
Trypanozomy (Trypanosomatida) je řád významných parazitických prvoků z třídy bičivky, kmene Euglenozoa a říše Excavata. Jejich hostiteli mohou být obratlovci včetně člověka, hmyz i rostliny.
Název je odvozen z jejich tvaru z řeckých slov „trypanon“ = nebozez, vrták a „soma“ = tělo.

## Stavba buňky
Trypanosomatida, podobně jako ostatní bičivky, mají speciální organelu kinetoplast. Kinetoplast vzniká z části mitochondrie a obsahuje mnoho molekul kruhové DNA včetně genů kódujících tzv. guide RNA (gRNA), která umožňuje editaci RNA. Také se u nich vyskytují organely glykozomy, typ tělísek obsahující hydrolázy. Na rozdíl od řádu Bodonida, který má dva bičíky, má tento řád jeden bičík.

Příklady možných stadií čeledi Trypanosomatida.

Během svého životního cyklu se může tento parazit vyskytovat v různých morfologicky odlišných formách, typických pro jeden druh nebo rod. Mezi tato stadia patří například:
- amastigot – kulatý a s krátkým bičíkem – bičík je někdy schovaný a nemusí být vidět
- promastigot – štíhlý s volným bičíkem na jedné straně, kinetoplast jsou před jádrem, toto stadium může také bičík ztratit a stát se amastigotem
- epimastigot – štíhlý, bičík vybíhá z kapsy po straně těla, tvoří krátkou undulující membránu a pak je volný, kinetoplast a bazální tělíska jsou až za jádrem
- trypomastigot – štíhlý, kinetoplast a bazální tělíska jsou až za jádrem, bičík vybíhá z kapsy po straně těla a tvoří dlouhou undulující membránu, na konci bičík může, ale nemusí být volný.
- opisthomastigot – vzácnější morfologie, bičík prochází tělem dlouhou drážkou a vybíhá až na druhé straně.

## Medicínský význam
Zástupci čeledi Trypanosomatida jsou původci vážných onemocnění. Například rod Trypanosoma je původce například Chagasovy choroby a spavé nemoci, rod Leishmania způsobuje různé leishmaniózy (kožní nemoci, vředy).

## Životní cyklus
Trypanosomy mohou mít jednohostitelský nebo dvouhostitelský cyklus. V přenašeči, kterým je převážně hmyz a pijavky, probíhá důležitá část cyklu parazita – množení a diferenciace vývojových stadií.

## Taxonomie
Čeleď trypanosomatida dělíme podle životního cyklu na jednohostitelské a dvouhostitelské.

### Jednohostitelská trypanosomatida
jsou bičíkovci žijící v trávicí soustavě hmyzu. Mohou kolovat i mezi hmyzem a rostlinami
Druh Leptomonas pyrrhocoris je častý v trávicí trubici ploštice ruměnice pospolné, má pouze promastigotní stadia a amastigotní stadia v podobě tenkostěnných cyst.

### Dvouhostitelská trypanosomatida
jsou bičíkovci, kteří střídají bezobratlého a obratlovčího hostitele.
Dělí se na čtyři rody: Trypanosoma, Leishmania a Phytomonas.
Rod Phytomonas má pouze promastigotní stadia, žije v cévním systému rostlin a jeho přenašečem jsou ploštice. Rostlině způsobní vadnutí a úhyn. Napadá kávovníky, kokosové a olejové palmy, rajčata, kukuřice a další druhy rostlin.

#### Čeleď trypanosomatida lze také dělit na:[5]
- rod Blastocrithidia
- rod Crithidia
- rod Endotrypanum - někdy také chápán jako poddruh rodu Leishmania
- rod Herpetomonas
- rod Leishmania - ničivky
- rod Leptomonas
- rod Phytomonas
- rod Rhynchoidomonas
- rod Sauroleishmania
- rod Trypanosoma
- rod Wallaceina